# Notices of the American Mathematical Society
Notices of the American Mathematical Society — ежемесячный (за исключением одного сдвоенного номера, за июнь-июль) журнал, издаваемый Американским математическим обществом. Начал издаваться с 1953 года, номера начиная с января 1995 года доступны на веб-сайте журнала.
Журнал печатает сообщения о новых крупных событиях в математике, эпизоды из истории математики, статьи о разных аспектах профессии математика и о математическом образовании, рецензии на книги, фильмы, программное обеспечение и математические инструменты.

## Другие журналы Американского математического общества
- American Mathematical Monthly
- Bulletin of the American Mathematical Society
- Journal of the American Mathematical Society
- Memoirs of the American Mathematical Society
- Proceedings of the American Mathematical Society
- Transactions of the American Mathematical Society